# انتگرال‌گیر با آپ‌امپ
انتگرال‌گیر با تقویت‌کننده عملیاتی (به انگلیسی: operational amplifier integrator) یا انتگرال‌گیر با آپ‌اَمپ یک مدار انتگرال‌گیر الکترونیکی است. براساس تقویت‌کننده عملیاتی (آپ‌اَمپ)، عملیات ریاضی انتگرال‌گیری را نسبت به زمان انجام می‌دهد؛ یعنی ولتاژ خروجی آن متناسب با ولتاژ ورودی است که در طول زمان انتگرال‌گیری شده است.

## کاربردها
مدار انتگرال‌گیر بیشتر در رایانه‌های آنالوگ، مبدل‌های آنالوگ به دیجیتال و مدارهای شکل‌دهنده-موج استفاده می‌شود. یک کاربرد متداول شکل‌دهی-موج به عنوان تقویت‌کننده بارالکتریکی است و معمولاً با استفاده از تقویت‌کننده عملیاتی ساخته می‌شوند، اگرچه می‌توانند از تنظیمات ترانزیستور گسسته با بهره بالا استفاده کنند.

## طراحی
جریان ورودی توسط یک جریان بازخورد منفی که در خازن جریان می‌یابد، جبران می‌شود که با افزایش ولتاژ خروجی تقویت‌کننده ایجاد می‌شود؛ بنابراین ولتاژ خروجی به مقدار جریان ورودی که باید جبران شود و معکوس مقدار خازن بازخورد بستگی دارد. هر چه مقدار خازن بیشتر باشد، ولتاژ خروجی کمتری باید تولید شود تا جریان بازخورد خاصی تولید شود.
ظرفیت‌خازنی ورودی مدار به دلیل اثر میلر تقریباً صفر است. این تضمین می‌کند که ظرفیت‌خازن‌های سرگردان (ظرفیت‌خازنی کابل، ظرفیت‌خازنی ورودی تقویت‌کننده و غیره) عملاً زمین شده و هیچ تأثیری بر سیگنال خروجی ندارند.

### مدار ایده‌آل
این مدار با عبور جریانی که خازن را شارژ یا دشارژ می‌کند، عمل می‌کند. {\displaystyle C_{\text{F}}} در طول زمان مورد بررسی، که تلاش می‌کند با جبران‌سازی اثر جریان ورودی، شرایط زمین مجازی را در ورودی حفظ کند:
با توجه به نمودار بالا، اگر آپ‌اَمپ ایده‌آل فرض شود، ولتاژ ورودی وارون‌کننده (-) برابر با ولتاژ ورودی ناوارون‌کننده (+) به عنوان یک زمین مجازی در نظر گرفته می‌شود. ولتاژ ورودی جریان {\displaystyle V_{\text{in}}/{R_{1}}} را از طریق مقاومت عبور می‌دهد، جریان جبرانی از طریق خازن سری عبور می‌کند تا زمین مجازی حفظ شود. این باعث می‌شود خازن به مرور زمان شارژ یا دشارژ شود. از آنجا که مقاومت و خازن به یک زمین مجازی متصل هستند، جریان ورودی با بار خازن تغییر نمی‌کند، بنابراین یک انتگرال‌گیری خطی که در تمام فرکانس‌ها کار می‌کند، حاصل می‌شود (برخلاف مدار آرسی § انتگرال‌گیر).
مدار را می‌توان با اعمال قانون جریان کیرشهف در ورودی وارون‌کننده تحلیل کرد:
{\displaystyle i_{\text{1}}=I_{\text{B}}+i_{\text{F}}}
برای یک آپ‌امپ ایده‌آل، {\displaystyle I_{\text{B}}=0} آمپر، بنابراین:
{\displaystyle i_{\text{1}}=i_{\text{F}}}
علاوه بر این، خازن یک رابطه ولتاژ-جریان دارد که توسط معادله زیر اداره می‌شود:
{\displaystyle i_{\text{F}}=C_{\text{F}}{\frac {d(V_{\text{2}}-V_{\text{o}})}{dt}}}
جایگزینی متغیرهای مناسب:
{\displaystyle {\frac {V_{\text{in}}-V_{\text{2}}}{R_{\text{1}}}}=C_{\text{F}}{\frac {d(V_{\text{2}}-V_{\text{o}})}{dt}}}
برای یک آپ‌اَمپ ایده‌آل، {\displaystyle V_{2}=0} ولت، بنابراین:
{\displaystyle {\frac {V_{\text{in}}}{R_{\text{1}}}}=-C_{\text{F}}{\frac {dV_{\text{o}}}{dt}}}
انتگرال‌گیری هر دو طرف با توجه به زمان:
{\displaystyle \int _{0}^{t}{\frac {V_{\text{in}}}{R_{\text{1}}}}\ dt\ =-\int _{0}^{t}C_{\text{F}}{\frac {dV_{\text{o}}}{dt}}\,dt}
اگر مقدار اولیهٔ {\displaystyle V_{\text{o}}}  فرض شود که برابر با ۰ ولت است، ولتاژ خروجی به سادگی متناسب با انتگرال ولتاژ ورودی خواهد بود:
{\displaystyle V_{\text{o}}=-{\frac {1}{R_{\text{1}}C_{\text{F}}}}\int _{0}^{t}V_{\text{in}}\,dt}

### مدار عملی
این انتگرال‌گیر عملی تلاش می‌کند تا تعدادی از معایب مدار انتگرال‌گیر ایده‌آل را برطرف کند:
تقویت‌کننده‌های عملیاتی واقعی دارای بهره حلقه باز محدود، یک ولتاژ آفست ورودی {\displaystyle (V_{\text{OS}})} هستند. و جریان‌های بایاس ورودی {\displaystyle (I_{\text{B}})} که ممکن است به خوبی مطابقت نداشته باشند و ممکن است به عنوان موارد زیر متمایز شوند: {\displaystyle I_{\text{B-}}} جریانی که به ورودی وارون‌کننده می‌رود و {\displaystyle I_{\text{B+}}} جریانی که به ورودی ناوارون‌کننده می‌رود. این می‌تواند چندین مشکل برای طراحی ایده‌آل ایجاد کند؛ از همه مهم‌تر، اگر {\displaystyle V_{\text{in}}=0} ، هم ولتاژ آفست خروجی و هم جریان بایاس ورودی {\displaystyle I_{\text{B-}}} می‌تواند باعث عبور جریان از خازن شود و در نتیجه ولتاژ خروجی به مرور زمان تغییر کند تا زمانی که آپ‌اَمپ به اشباع برسد. به‌طور مشابه، اگر {\displaystyle V_{\text{in}}} یک سیگنالی حول صفر ولت متمرکز باشد (یعنی بدون مولفه DC)، در یک مدار ایده‌آل انتظار هیچ رانشی نمی‌رود، اما ممکن است در یک مدار واقعی رخ دهد.
برای خنثی کردن اثر جریان بایاس ورودی، لازم است که پایانه ناوارون‌کننده شامل یک مقاومت باشد. {\displaystyle R_{\text{om}}=R_{1}||R_{\text{F}}||R_{\text{L}},} که ساده می‌شود به {\displaystyle R_{1}} به شرطی که {\displaystyle R_{1}} بسیار کوچکتر از مقاومت بار {\displaystyle R_{L}}  و مقاومت بازخورد {\displaystyle R_{F}} باشد. جریان‌های بایاس ورودی کاملاً تطبیق‌شده، افت ولتاژ یکسان {\displaystyle R_{1}I_{\text{B}}} ایجاد می‌کنند. در هر دو پایانه وارون‌کننده و ناوارون‌کننده، تا به‌طور مؤثر اثر جریان بایاس را در آن ورودی‌ها خنثی کند.
همچنین، در حالت پایدار DC، یک خازن ایده‌آل به عنوان یک مدار باز عمل می‌کند؛ بنابراین، بهره DC مدار ایده‌آل بی‌نهایت است (یا در عمل، بهره حلقه باز یک تقویت‌کننده عملیاتی غیر ایده‌آل). هر مولفه DC (یا فرکانس بسیار پایین) ممکن است باعث شود خروجی آپ‌اَمپ به حالت اشباع برود. برای جلوگیری از این امر، می‌توان با قرار دادن یک مقاومت {\displaystyle R_{\text{F}}} بزرگ موازی با خازن بازخورد، بهره DC را به یک مقدار محدود کرد. توجه داشته باشید که برخی از آپ امپ‌ها دارای یک مقاومت بازخورد داخلی بزرگ هستند و بسیاری از خازن‌های واقعی دارای نشتی هستند که عملاً یک مقاومت بازخورد بزرگ است.
اضافه کردن این مقاومت‌ها، رانش (دیریفت) خروجی را به یک ولتاژ خطای DC محدود و ترجیحاً کوچک تبدیل می‌کند:
{\displaystyle V_{\text{error}}=\left({\frac {R_{\text{F}}}{R_{1}}}+1\right)\left(V_{\text{OS}}+I_{\text{B-}}\left(R_{\text{F}}\parallel R_{1}\right)\right).}
نکاتی در مورد آفست: نوعی از این مدار به سادگی از یک منبع ولتاژ قابل‌تنظیم به جای {\displaystyle R_{\text{om}}} استفاده می‌کند و برخی از آپ امپ‌ها با ولتاژ آفست بسیار پایین ممکن است حتی نیازی به اصلاح آفست نداشته باشند. اصلاح آفست برای آپ امپ‌های قدیمی‌تر، به ویژه انواع BJT، نگرانی بزرگ‌تری است. مدار تغییر دیگری که برای جلوگیری از اصلاح آفست استفاده می‌شود و فقط برای سیگنال‌های AC کار می‌کند، تزویج-خازنی ورودی با خازن ورودی بزرگ قبل از {\displaystyle R_{1}} است که به‌طور طبیعی تا ولتاژ آفست شارژ خواهد شد. علاوه بر این، از آنجا که ممکن است با گذشت زمان و دما، انحراف (آفست) رخ دهد، برخی از آپ امپ‌ها پایه‌های آفست صفر ارائه می‌دهند که می‌توانند به یک پتانسیومتر متصل شوند که لغزنده آن به منبع تغذیه منفی متصل می‌شود تا امکان تنظیم مجدد در هنگام تغییر شرایط فراهم شود. این روش‌ها را می‌توان با هم ترکیب کرد.

## پاسخ فرکانسی
هر دو انتگرال‌گیر ایده‌آل و عملی، در یک فرکانس واحد به نام فرکانس {\displaystyle f_{\text{0dB}}} بهره واحد، بهره ۱ دارند:
{\displaystyle f_{\text{0dB}}={\frac {1}{{2\pi }{R_{\text{1}}}{C_{\text{F}}}}}\,.}
اما پاسخ فرکانسی کلی دو مدار به دلیل موقعیت قطب‌های متفاوت آنها متفاوت است.

### انتگرال‌گیر ایده‌آل
تابع تبدیل انتگرال‌گیر ایده‌آل {\displaystyle {\tfrac {1}{s}}} مربوط به خاصیت انتگرال‌گیری در حوزه زمانِ تبدیل لاپلاس است. از آنجایی که مخرج آن برابر است با {\displaystyle s} تابع تبدیل فرکانس قطب در {\displaystyle f{=}0} دارد؛ بنابراین پاسخ فرکانسی آن دارای یک مقدار ثابت ۲۰- دسی‌بل شیب بر دهه در تمام فرکانس‌ها است و به صورت یک خط با شیب رو به پایین در نمودار بود ظاهر می‌شود.

### انتگرال‌گیری عملی
مقاومت بازخورد انتگرال‌گیر عملی {\displaystyle R_{F}} به موازات خازن بازخورد {\displaystyle C_{\text{F}}} مدار را به یک فیلتر پایین‌گذر فعال با قطبی در فرکانس قطع ۳- دسی‌بل تبدیل می‌کند.
{\displaystyle f_{\text{cutoff}}={\frac {1}{{2\pi }{R_{\text{F}}}{C_{\text{F}}}}}\,.}
پاسخ فرکانسی تا {\displaystyle f_{\text{cutoff}}} بهرهٔ نسبتاً ثابتی دارد و سپس ۲۰ دسی‌بل در هر دهه کاهش می‌یابد. در حالی که این مدار دیگر یک انتگرال گیر برای فرکانس‌های پایین در اطراف و پایین‌تر {\displaystyle f_{\text{cutoff}}} نیست، خطا در یک دهه (۱۰ برابرشدن فرکانس) بالاتر {\displaystyle f_{\text{cutoff}}} به تنها ۰٫۵٪ کاهش می‌یابد و با افزایش فرکانس، پاسخ به یک انتگرال‌گیر ایده‌آل نزدیک می‌شود. تقویت‌کننده‌های عملیاتی واقعی همچنین دارای حاصلضرب بهره در پهنای‌باند محدود (GBWP) هستند که یک قطب فرکانس بالای اضافی اضافه می‌کند. انتگرال‌گیری فقط در امتداد شیب بر دهه ۲۰- دسی‌بل رخ می‌دهد، که فقط از فرکانس‌های حدود یک دهه بالاتر {\displaystyle f_{\text{cutoff}}}  تا حدود یک دهه کمتر از GBWP تقویت‌کننده عملیاتی ثابت است.